# 白倉裕二
白倉 裕二（しらくら ゆうじ、1985年5月24日 - ）は、日本の俳優。山梨県出身。
2007年の舞台「タイツ馬鹿」でデビュー後、舞台中心に活躍。
2016年4月1日、所属していた劇団SETを退団したことを自身のブログで発表。
- 身体のサイズ 身長 170cm、体重 65kg。B：93cm W：58cm H：89cm 足のサイズ：26.0cm
- 趣味 映画・舞台鑑賞・盆踊り・スパイダーソリティア・和太鼓
- 特技 アクション・アクロバット・殺陣（時代劇）・パソコンタイピング

## 出演

### テレビドラマ
- 未来講師めぐる 第9話（テレビ朝日、2008年）
- 白と黒（東海テレビ、2008年） - 小林透 役
- 笑学六年生（BSフジ、2008年）
- シバトラ〜童顔刑事・柴田竹虎〜SP（2009年、フジテレビ）
- 大河ドラマ「天地人」（2009年、NHK） - 猿飛佐助 役
- 連続テレビ小説「ゲゲゲの女房」（2010年、NHK） - 編集者 役
- NHKスペシャル「さよなら、アルマ」（2010年12月18日、NHK） - 富田一等兵 役
- BS時代劇「塚原卜伝」（2011年、NHK BSプレミアム） - 大高三五郎 役
- 俺の空 刑事編（2011年、テレビ朝日） - タオ・坂口 役
- 秘密諜報員 エリカ 第9話（2011年、読売テレビ） - 藤田 役
- 大河ドラマ「平清盛」（2012年、NHK） - 国松 役
- おトメさん 第1話（テレビ朝日、2013年）
- 終電バイバイ 第7話（2013年、TBS） - ヤスヒロ 役
- ガリレオ 第1章（2013年、フジテレビ） - 中上正和 役
- 大河ドラマ「軍師官兵衛」（2014年、NHK） - 田辺庄右衛門 役
- BORDER 警視庁捜査一課殺人犯捜査第4係　第8話（2014年、テレビ朝日） - 藤本（アベックの男） 役
- ドラマ「池上線」（2015年、ケーブルテレビ品川） - しげる 役

### 人形劇
- 西遊記外伝 モンキーパーマ（2013年、tvk、テレ玉、チバテレ、群テレ、とちテレ、MTV、KBS京都、サンテレビ、OHK、ひかりTV）-  照火司怨 役

### ラジオ
- 被取締役新入社員（TBSラジオ、2008年） - 佐々木 役
- THE FANTASTIC HOTEL 第10.11話（茨城放送、2007年） - 大河原三四郎 役

### 舞台
- 日本劇団協議会主催 宮田慶子演出「帰り花」（2008年、青年座劇場）
- タイツマンズ・タイツ馬鹿 （2007年）
- HAVE A NICE FLIGHT! （2007年）
- SET本公演・昭和クエスト（2007年）
- 生誕30周年記念 白倉裕二ひとり芝居「4人の女」[1]（2016年4月、中野HOPE）
- 風雲新撰組〜熱誠〜（2018年3月、シアター1010） - 原田左之助 役
- ミュージカル座「ママの恋人」（2019年、中目黒キンケロ・シアター）
- しらくらの新時代劇　第1幕「荒神-あらじん-」[2]（2022年4月、恵比寿NOS）※作・演出・出演
- THE☆JACABAL'S公演「伊達政宗」[3]（2022年7月、シアターΧ）
- NODA・MAP 第27回公演「正三角関係」（2024年）[4]
- 劇団東京ミルクホール第28回本公演 J.K.Goodman さよなら特別興行「虹色のトロツキー 建国大学篇」（2025年）[5]